# Internationales Germanistenlexikon 1800–1950

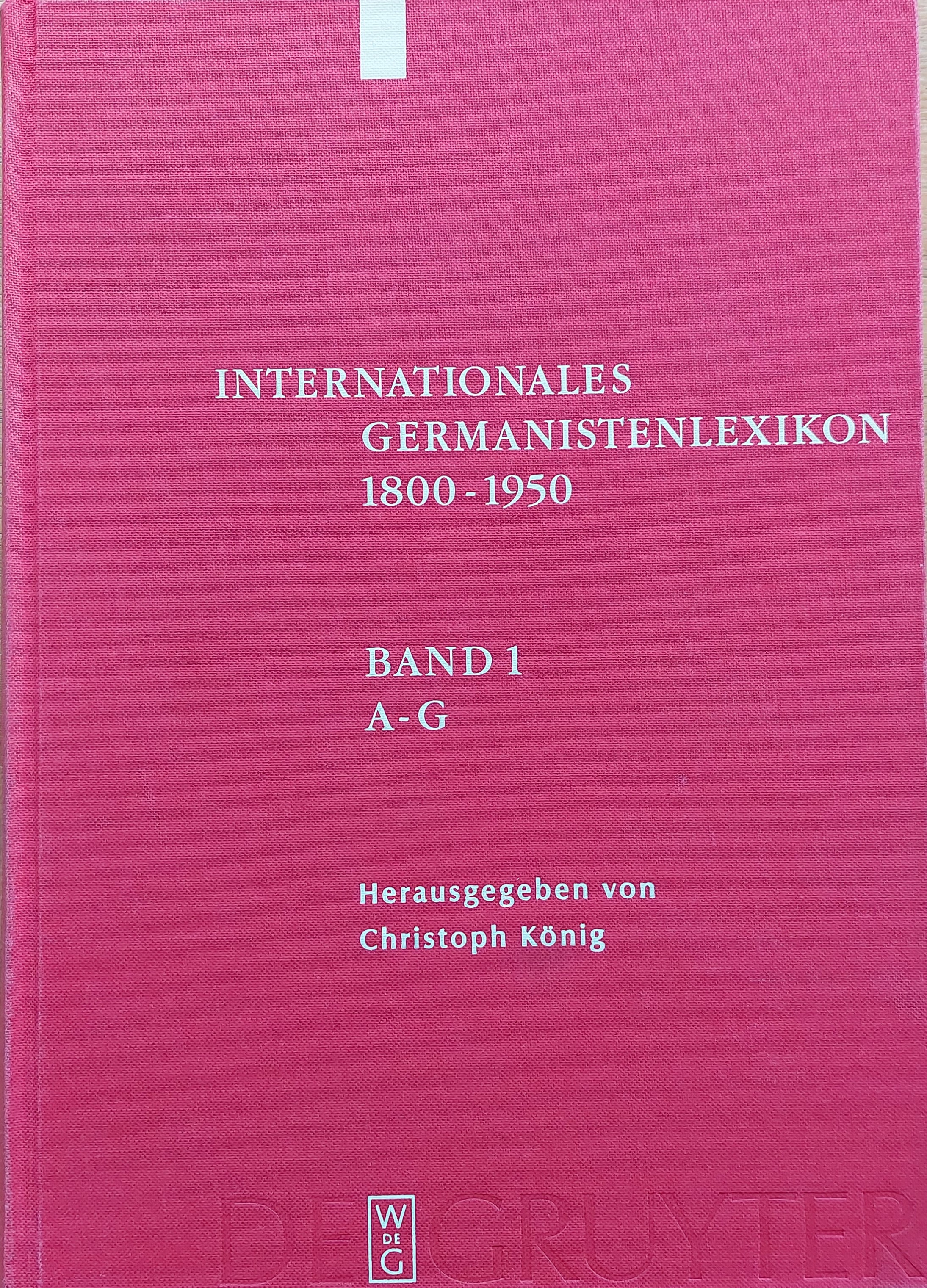
Internationales Germanistenlexikon, Band 1

Das Internationale Germanistenlexikon 1800–1950 (IGL), kurz Germanistenlexikon genannt, ist ein dreibändiges Nachschlagewerk, das im Jahr 2003 im Verlag de Gruyter erschienen ist. Erarbeitet wurde das Lexikon in der Marbacher Arbeitsstelle für die Erforschung der Geschichte der Germanistik. Deren damaliger Leiter, Christoph König, fungiert als Herausgeber der Bände.
Das Internationale Germanistenlexikon enthält Artikel zu 1514 Personen aus 44 Ländern. Zeitlich setzt das Lexikon „mit der Institutionalisierung des Fachs in Deutschland um 1800 ein“, und es berücksichtigt Germanistinnen und Germanisten, die „bis zum Jahr 1950 ihr erstes Buch veröffentlicht haben“. Die jeweiligen Artikel geben Auskunft zu Leben, Laufbahn, Publikationen, Literatur (über die jeweilige Person) sowie zu den Archiven, in denen Materialien zur jeweiligen Person vorhanden sind.
Das Lexikon entstand in den Jahren 1995 bis 2002 und wurde mit Mitteln der Deutschen Forschungsgemeinschaft gefördert. Ergänzt werden die gedruckten Bände durch eine CD-ROM, auf der sich weitere Artikel und zusätzliche Informationen finden.
Das Lexikon hat nach seinem Erscheinen im November 2003 eine große zeithistorische öffentliche Debatte ausgelöst, in deren Zentrum zwei Fragen standen: Konnte man ohne Wissen in die NSDAP aufgenommen werden? Was bedeutet es, dass die Generation der Germanisten, die in den 1960er Jahren die deutsche Universität reformierten, als junge Erwachsene Mitglieder der NSDAP wurden, ohne später darüber zu sprechen? Die Debatte ging aus von der systematischen Auswertung der NSDAP-Mitgliederkartei entlang der in das Lexikon aufgenommenen Gelehrten; wo ein Eintrag gefunden wurde, gab König vor dem Erscheinen des Lexikons den Betroffenen Gelegenheit, Stellung zu nehmen – diese Stellungnahmen wurden, sofern gewünscht, in den jeweiligen Artikeln abgedruckt. Theodore Ziolkowski richtete in seiner Besprechung des IGL den Blick in die Zukunft: „Einem zukünftigen Team bleibt es vorbehalten, nach diesem erfolgreichen Modell das Lexikon auf die internationalisierte Germanistik in der zweiten Hälfte des 20. Jahrhunderts zu erweitern, wobei man besonders auf die Theoretisierung und Interdisziplinarisierung des Fachs achten müßte.“